# قطران سیگار

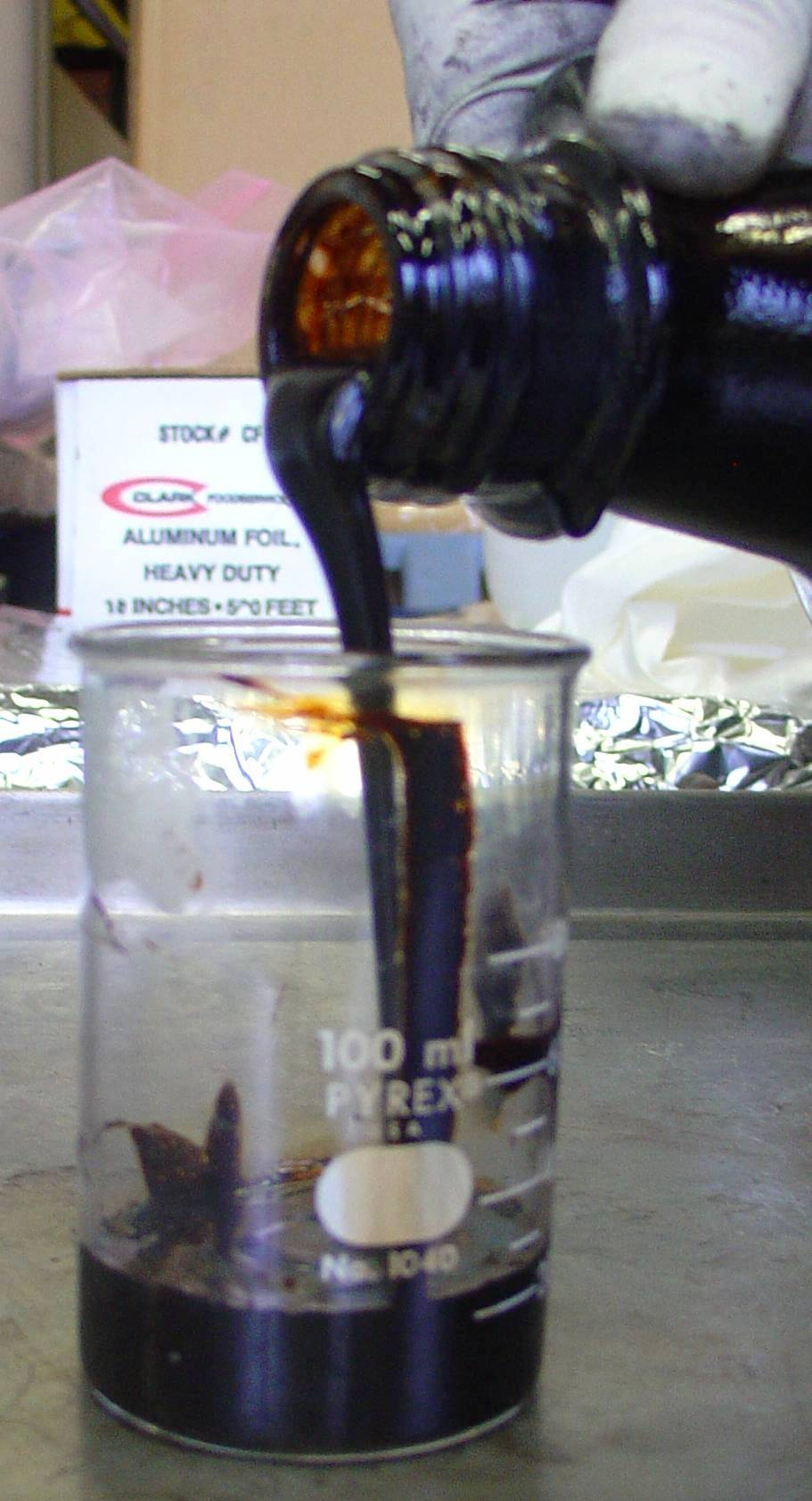
مایع غلیظ قطران

قطران، قیر سیگار یا تار (به انگلیسی: Tar) ماده‌ای چسبناک و قهوه‌ای رنگ است که از هنگام سیگار کشیدن به وجود می‌آید. رنگ و بوی سیگار ناشی از قطرانش می‌باشد. همچنین باعث بروز سرطان دهان و ریه میشود . چندین ماده شیمیایی خطرناک در قطران وجود دارد که باعث آسیب‌های شدید ریوی می‌شود.
قطران پس از اتمام مصرف سیگار در انتهای صافیِ سیگار به جای می‌ماند. همین مادهٔ قطران بیش از چهار هزار مادهٔ شیمیایی غالباً سمّی یا سرطان زا را شامل می‌شود. مادهٔ قطران فعالیّت مُژک‌ها در دستگاه تنفّس را متوقف کرده و عملکرد آنها در به دام انداختن و دفع مواد خارجی را مُختل می‌کند. رنگ قهوه ای دندان و انگشت افراد سیگاری نیز به سبب همین مادهٔ قطران است. ذرات این ماده می‌تواند بر روی پارچه‌ها، دیوارها و سقف باقی مانده و محیط را برای افراد غیر سیگاری آلوده کند.

## ترکیبات
- بنزوآپین مهم‌ترین عامل سرطان زای قطران می‌باشد.
- نیتروامین
- بنزوپیرون
- فلز ات سنگین
- مواد رادیواکتیو
- هیدروکربنهای پلی آروماتیک
- آمین‌های آروماتیک

## عملکرد در بدن

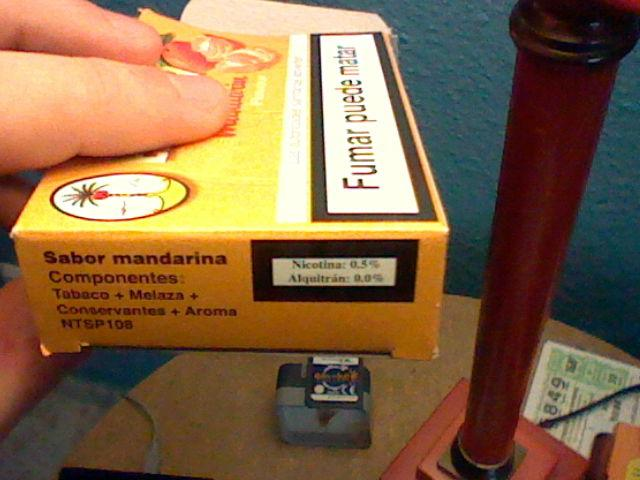
مشخصات درصد نیکوتین و قطران در یک تنباکوی قلیان برند اسپانیایی‌زبان

قطران خطرناک‌ترین ماده شیمیایی موجود در دود سیگار است. در واقع قطران شناخته شده‌ترین ماده سرطان زای موجود در جهان است و عامل اصلی ایجاد سرطان ریه و بسیاری از بیماریهای ریوی در سیگاری‌ها همین ماده است.
این قطران سمی است و در طول زمان از طریق فرآیندهای مختلف آلی و مکانیکی به ریه‌ها آسیب می‌رساند. قطران همچنین با پوسیدگی و سیاه کردن دندان‌ها، آسیب رساندن به لثه‌ها و حساسیت زدایی جوانه‌های چشایی به دهان آسیب می‌رساند. قطران شامل اکثر عوامل جهش زا و سرطان زا در دود تنباکو است. برای مثال، هیدروکربن‌های آروماتیک چند حلقه ای (PAH)، از طریق اپوکسید کنندگی، باعث تباهی مادهٔ وراثتی سلول می‌گردند.
- فردی که روزی یک پاکت سیگار می‌کشد سالانه معادل یک فنجان پر قطران وارد ریه‌های خود می‌کند.

### اثرات روانشناختی
قطران ماد مخدر است، چون آرامش خیال روانی می‌آورد و بر روان افراد روان پریش تأثیر می‌گذارد و اثرات سردی و بیخیالی تقریبی را بوجود می‌آورد. این است که اکثر مردم وقتی خسته، ناراحت یا غمگین و حتی وقتی که خوشحال هستند با مصرف یک نخ سیگار اثرات قطران در بدن و دستگاه عصبی به خوبی قابل مشهود است.
در گذشته‌ها اگر کسی شکست عشقی می‌خورد، حکمای طب سنتی مقداری قطران روی سرش می‌مالیدند تا برای همیشه از فکر و خیال و درگیری و توهم مخاطبش بیرون برود.

### اثرات روی پوست
قطران باعث چسبناکی و سیاهی پوست صورت و زرد شدن نوک انگشتان می‌شود.
صورت بسیاری از افراد سیگاری بعد از مدتی چین و چروک زیادی پیدا می‌کند. خطوط پوستی با زاویه مستقیم از لب‌های فوقانی و تحتانی انتشار می‌یابد یا خطوط کم عمق روی چانه و فک تحتانی و صورت ظاهر می‌گردد و سبب لاغری و زرد رنگ شدن پوست می‌شود.
پوست میان انگشتان و سبیل سیگاری‌های قهار به‌علت رسوب نیکوتین و قطران تغییر رنگ‌داده و زرد می‌شود.

### ریه‌ها
قطران عامل اصلی ایجاد سرطان ریه است. قطران، زمانی که در ریه‌ها قرار می‌گیرد، مژکها را می‌پوشاند و باعث می‌شود آنها از کار بیفتند و در نهایت می‌میرند، و باعث ایجاد شرایطی مانند سرطان ریه می‌شود، زیرا ذرات سمی موجود در دود تنباکو دیگر توسط مژک‌ها به دام نمی‌افتند، بلکه مستقیماً وارد آلوئول می‌شوند؛ بنابراین. آلوئول‌ها نمی‌توانند با فرآیندی که «تبادل گاز» نامیده می‌شود انجام شود که خود علت تنفس خشن است.
قطران موجب فلج مژک‌های تنفسی در راه‌های هوایی می‌شود و به این ترتیب مانع پاکسازی ریه از سموم و ناخالصی‌ها و آلودگی‌های موجود در دود سیگار و هوای استنشاقی می‌شود. قطران با تأثیر مستقیم خود بر کیسه‌های هوایی موجب تخریب این کیسه‌ها و کاهش کارایی سیستم تنفسی می‌شود. سیگاری‌ها بیشتر از غیر سیگاری‌ها به بیماری‌های عفونی از جمله پنومونی و سل مبتلا می‌شوند.
هنگامی‌که مژک‌ها غیرفعال می‌شوند، فرایند پاکسازی ریه‌ها از خلط‌های اضافی، قطران و سایر ناخالصی‌ها مختل‌گردیده به‌ناچار به‌صورت سرفه بروزمی‌کند؛ بنابراین دانستیم که چرا سیگاری‌ها بیشتراز غیرسیگاری‌ها سرفه‌می‌کنند و خلط بیشتری تولیدمی‌کنند. سایر نشانه‌های تنفسی شامل تنگی‌نفس، احساس سنگینی و فشار در قفسه‌سینه، خس‌خس، دردسینه، سینوزیت‌های مکرر و سرماخوردگی‌های مکرر است.دقت داشته باشید خطر سرطان در سیگار و قلیان ، خیلی بیشتر از ماریجوانا است .
تقریباً تمام بیماران مبتلا به آمفیزم ریوی سیگاری هستند. آمفیزم، ناشی‌از تخریب ریه است که خود می‌تواند از صدمه مستقیم دودسیگار، اکسیدان‌های موجود در دودسیگار یا تولید مواد واسطه‌ای التهابی ایجادشده باشد. سیگار همچنین عامل خطر عمده‌ای برای ابتلا به برونشیت مزمن است.

### عوارض در بارداری
قطران، باعث تباهی مادهٔ وراثتی سلول می‌گردند. به علاوه، موجب فلج‌شدن مژک‌های موجود در لوله‌های رحمی‌می‌گردد. این امر سرعت حرکت تخمک در داخل لوله رحمی را کاهش‌می‌دهد و درصورت بروز لقاح بین اسپرم و تخمک، سرعت حرکت سلول تخم تشکیل‌شده کاهش‌می‌یابد. در مادران سیگاری یا سیگاری تحمیلی به‌علت کاهش سرعت حرکت سلول تخم، این سلول در روز ششم هنوز در لوله رحمی است و چون قابلیت تهاجم به مخاط وجوددارد، جفت در داخل لوله تشکیل‌شده و بارداری خارج رحمی بروزمی‌نماید.
بنزوپیرن موجود در قطران سرطان زاست و باعث ایجاد سرطان پوست و ریه و همچنین باعث کاهش قدرت باروری می‌گردد (کاهش اسپرم در مردان و کاهش احتمال بارداری در زنان).

### عوارض در سایر اندام‌ها
- مطالعات متعددی رابطه مستقیم بین میزان قطران موجود در سیگار و سرطان‌های قسمت فوقانی دستگاه گوارش را نشان داده‌است.
- قطران، از قوی‌ترین سرطان‌زاهای حفره دهان است.
- قطران باعث ضایعات پیش‌سرطانی نظیر لوکوپلاکی است.